# فريدريك كيتل
فريدريك كيتل (بالإنجليزية: Friedrich Kittel)‏ هو عسكري أمريكي، ولد في 19 ديسمبر 1896 في غيرولتسهوفن في ألمانيا، وتوفي في 24 مارس 1973 في آنسباخ في ألمانيا.